# Nuuksujärvi (ort)
Nuuksujärvi är en ort som ligger intill sjön Nuuksujärvi i Junosuando distrikt, Pajala kommun, Norrbottens län. Vid folkräkningen 1890 hade orten 28 invånare och i augusti 2016 fanns det enligt Ratsit 13 personer över 16 års ålder som var registrerade med Nuuksujärvi som adress.